# Организация картирования мозга человека
Организация картирования мозга человека (англ. Organization for Human Brain Mapping, сокр. OHBM) — международная организация ученых, главной задачей которой является организация ежегодных собраний «Annual Meeting of the Organization for Human Brain Mapping».
Организация была основана в 1995 году на первой конференции в Париже, которая была частью встречи International Society for Cerebral Blood Flow and Metabolism (ISCBFM) в Кёльне. Организаторами парижской встречи были Бернард Мазойер (Bernard Mazoyer), Рюдигер Зейтц (Rüdiger Seitz) и Пер Роланд (Per Roland). Ещё в 1999 году ISCBFM и OHBM действовали скоординированно, в настоящее время они разделены.
Заявленная миссия организации — содействие пониманию анатомической и функциональной организации человеческого мозга учёными, которые занимаются исследованиями, имеющими отношение к организации мозга человека, а также участие в других мероприятиях по содействию коммуникациям между этими учеными и образованию в области организации человеческого мозга. Среди бывших и настоящих членов Совета организации «Организация картирования мозга человека» — Дэвид Ван Эссен (David Van Essen), Рассел Полдрак, Лесли Унгерлайдер, Альберт Джедде, Ричард Фраковяк, Маркус Райхле и Карл Фристон.
Поскольку область картирования человеческого мозга является междисциплинарной наукой, её члены варьируются от неврологов, психиатров и психологов до физиков, инженеров, разработчиков программного обеспечения и статистиков. Ежегодные собрания OHBM ежегодно посещают 2500-3000 человек. Помимо организации встреч организация также выступает за обмен данными в своей сфере деятельности и создала целевую группу по нейроинформатике.
В 2014 году Организация картирования мозга человека учредила премию Glass Brain Award — награду за достижения в жизни. Также она присуждает премию Young Investigator Award (ранее называлась Wiley Young Investigator Award) и премию Replication Award (с 2017 года).
Юбилейная 25-я встреча OHBM состоялась в Италии в июне 2019 года.